# Jean Ier de Beaumont-Gâtinais
 (juin 2024).
Si vous disposez d'ouvrages ou d'articles de référence ou si vous connaissez des sites web de qualité traitant du thème abordé ici, merci de compléter l'article en donnant les références utiles à sa vérifiabilité et en les liant à la section « Notes et références ».
Jean Ier de Beaumont-Gâtinais, ou Jean de Beaumont, né vers 1190 et mort en 1255, est un grand officier de la couronne de France.

Blason de Jean Ier de Beaumont Gâtinais

Membre de la famille de Beaumont-Gâtinais, il est le fils d'Adam Ier de Beaumont-Gâtinais, seigneur de Beaumont-du-Gâtinais et d'Alix Leriche, dame d'Athis-Mons, et le frère cadet d'Adam II de Beaumont-Gâtinais (1185-1242), maréchal d'Angleterre pour le roi de France.
Il fut grand chambrier de France entre 1240 et 1255. Il est envoyé en Languedoc pour réprimer la révolte de Raimond II Trencavel et vient au secours du sénéchal Guillaume Des Ormes assiégé dans Carcassonne. En 1247 il participe à la croisade d'Égypte. Siégeant au conseil des barons, il préconise notamment de se retirer, considérant fiables les accords avec la monarchie Ayyoubide. À ce sujet une violente dispute l'oppose à son neveu Guillaume III de Beaumont-Gâtinais, maréchal de France. Il meurt peu après, en 1255.
Il épouse en premières noces avant 1214, Alix de Villemomble, avec qui il aura deux enfants :
- Guillaume de Beaumont-Gâtinais, né en 1215 ;
- Alix de Beaumont-Gâtinais, mariée avant 1240 à Jean Ier d'Harcourt.

Puis épouse en secondes noces avant 1233, Isabelle de Garlande, dame de Clichy-la-Garenne avec qui il aura cinq enfants :
- Thibaut de Beaumont-Gâtinais, seigneur de Pontarmé et de Neuf-Marché, marié à Jeanne Le Bouteiller de Senlis, dame de Luzarches ;
- Jean de Beaumont-Gâtinais, seigneur de Clichy-la-Garenne, marié à Jeanne de Roye, dame d'Ons-en-Bray ;
- Geoffroi de Beaumont-Gâtinais, prêtre ;
- Nicolas de Beaumont-Gâtinais, chanoine ;
- Marie de Beaumont-Gâtinais, mariée à Jean de Clermont-Nesle, seigneur de Tartigny, remarié à Alain II d'Avaugour.